# Marek Wagner (historyk)
Marek Andrzej Wagner (ur. 1946) – polski historyk, profesor nauk humanistycznych.
Specjalizuje się w historii nowożytnej i historii wojskowości. Doktorat obronił w 1989. Habilitował się w 1998. Tytuł naukowy profesora uzyskał w 2013. W latach 2003–2006 pełnił funkcję dyrektora Instytutu Historii Akademii Podlaskiej. Był kierownikiem Zakładu Historii Nowożytnej w Instytucie Historii Uniwersytetu Przyrodniczo–Humanistycznego w Siedlcach.

## Autorskie publikacje monograficzne
- Województwo stołeczne warszawskie (wraz z Markiem Plewczyńskim; 1980)
- Grody nadwiślańskie: Zakroczym, Czerwińsk, Wyszogród (wraz z Markiem Plewczyńskim; 1980)
- Kadra oficerska armii koronnej w drugiej połowie XVII wieku (1992)
- Poczet rodzin polskich: Kowalscy (wraz z Markiem Plewczyńskim; 1992)
- Kliszów 1702 seria Historyczne Bitwy (1994)
- Stanisław Jabłonowski (1634–1702): polityk i dowódca (1997)
- Stanisław Jabłonowski: kasztelan krakowski hetman wielki koronny (2000)
- W cieniu szukamy jasności chwały: studia z dziejów panowania Jana III Sobieskiego (1684–1696) (2002)
- Wojna polsko-turecka w latach 1672–1676 tom 1 seria Bitwy/Taktyka (2009)
- Wojna polsko-turecka w latach 1672–1676 tom 2 seria Bitwy/Taktyka (2009)
- Historia nowożytna powszechna (1492–1789) (2010)
- Słownik biograficzny oficerów polskich drugiej połowy XVII wieku. T. 2 (2014)
- Źródła do dziejów wojny polsko-tureckiej w latach 1683–1699 (2016)
- Słownik biograficzny oficerów polskich drugiej połowy XVII wieku. T. 3 (2018)
- Trembowla 1675 seria Historyczne Bitwy (2023)